# India az 1980. évi nyári olimpiai játékokon
India a szovjetunióbeli Moszkvában megrendezett 1980. évi nyári olimpiai játékok egyik részt vevő nemzete volt. Az országot az olimpián 8 sportágban 72 sportoló képviselte, akik összesen 1 érmet szereztek.

## Érmesek
| Érem  | Versenyző | Sportág   | Versenyszám |
| ----- | --- | --------- | ----------- |
| Arany | Nemzeti válogatott Allan Schofield Bir Bahadur Chettri Dung Dung Sylvanus Rajinder Singh Devinder Singh Gurmail Singh Ravinder Pal Singh Vasudevan Bhaskaran Somaya Muttana Maneypandey Maharaj Krishon Kaushik Charanjit Kumar Merwyn Fernandis Amarjit Rana Muhammad Shahid Zafar Iqbal Surinder Singh Sodhi | Gyeplabda | Férfi       |

## Atlétika
Férfi
| Versenyző           | Versenyszám     | Előfutam | Előfutam | Előfutam | Negyeddöntő | Negyeddöntő | Negyeddöntő | Elődöntő | Elődöntő | Elődöntő | Döntő         | Döntő         |
| Versenyző           | Versenyszám     | Idő      | Hely.    | Össz.    | Idő         | Hely.       | Össz.       | Idő      | Hely.    | Össz.    | Idő           | Helyezés      |
| ------------------- | --------------- | -------- | -------- | -------- | ----------- | ----------- | ----------- | -------- | -------- | -------- | ------------- | ------------- |
| Adille Sumariwalla  | 100 m           | 11,04    | 7.       | 50.      | kiesett     | kiesett     | kiesett     | kiesett  | kiesett  | kiesett  | kiesett       | kiesett       |
| Perumal Subramanian | 200 m           | 22,39    | 5.       | 44.      | kiesett     | kiesett     | kiesett     | kiesett  | kiesett  | kiesett  | kiesett       | kiesett       |
| Sri Ram Singh       | 800 m           | 1:49,72  | 4.       | 21.      |             |             |             | 1:48,92  | 8.       | 21.      | kiesett       | kiesett       |
| Sant Kumar          | 1500 m          | 3:55,60  | 8.       | 32.      |             |             |             | kiesett  | kiesett  | kiesett  | kiesett       | kiesett       |
| Gopal Saini         | 5000 m          | 14:06,53 | 9.       | 28.      |             |             |             | kiesett  | kiesett  | kiesett  | kiesett       | kiesett       |
| Hari Chand          | 10 000 m        | 29:45,8  | 10.      | 22.      |             |             |             |          |          |          | kiesett       | kiesett       |
| Hari Chand          | Maraton         |          |          |          |             |             |             |          |          |          | 2:22:08       | 31.           |
| Shivnath Singh      | Maraton         |          |          |          |             |             |             |          |          |          | nem ért célba | nem ért célba |
| Ranjit Singh        | 20 km gyaloglás |          |          |          |             |             |             |          |          |          | 1:38:27,2     | 18.           |

| Versenyző     | Versenyszám | Selejtező | Selejtező | Döntő    | Döntő    |
| Versenyző     | Versenyszám | Eredmény  | Helyezés  | Eredmény | Helyezés |
| ------------- | ----------- | --------- | --------- | -------- | -------- |
| Bahadur Singh | Súlylökés   | 17,05 m   | 15.       | kiesett  | kiesett  |

Női
| Versenyző    | Versenyszám | Előfutam | Előfutam | Előfutam | Negyeddöntő | Negyeddöntő | Negyeddöntő | Elődöntő | Elődöntő | Elődöntő | Döntő   | Döntő    |
| Versenyző    | Versenyszám | Idő      | Hely.    | Össz.    | Idő         | Hely.       | Össz.       | Idő      | Hely.    | Össz.    | Idő     | Helyezés |
| ------------ | ----------- | -------- | -------- | -------- | ----------- | ----------- | ----------- | -------- | -------- | -------- | ------- | -------- |
| P. T. Usha   | 100 m       | 12,27    | 6.       | 31.      | kiesett     | kiesett     | kiesett     | kiesett  | kiesett  | kiesett  | kiesett | kiesett  |
| P. T. Usha   | 200 m       | 25,16    | 7.       | 28.      | kiesett     | kiesett     | kiesett     | kiesett  | kiesett  | kiesett  | kiesett | kiesett  |
| Geeta Zutshi | 800 m       | 2:06,53  | 6.       | 19.      |             |             |             | kiesett  | kiesett  | kiesett  | kiesett | kiesett  |

## Birkózás
Szabadfogású
| Versenyző            | Versenyszám | 1. forduló                                    | 2. forduló                          | 3. forduló                     | 4. forduló                     | 5. forduló                       | 6. forduló        | Döntő             | Helyezés    |
| Versenyző            | Versenyszám | Ellenfél Eredmény                             | Ellenfél Eredmény                   | Ellenfél Eredmény              | Ellenfél Eredmény              | Ellenfél Eredmény                | Ellenfél Eredmény | Ellenfél Eredmény | Helyezés    |
| -------------------- | ----------- | --------------------------------------------- | ----------------------------------- | ------------------------------ | ------------------------------ | -------------------------------- | ----------------- | ----------------- | ----------- |
| Mahabir Singh        | 48 kg       | Gheorghe Raşovan (ROU) · 15–2                 | Nguyễn Văn Công (VIE) · kétvállas   | Claudio Pollio (ITA) · 15–5    | Jan Falandys (POL) · 5–14      | Szergej Kornyilajev (URS) · 1–21 |                   | kiesett           | 5.          |
| Kumar Ashok          | 52 kg       | Csang Dongnjong (Jang Dok-Ryong) (PRK) · 12–7 | Nermedin Szelimov (BUL) · kétvállas | Władysław Stecyk (POL) · 3–17  | kiesett                        | kiesett                          | kiesett           | kiesett           | helyezetlen |
| Jagmander Singh      | 68 kg       | Zevegiin Oidov (MGL) · 2–9                    | Nguyễn Ðình Chi (VIE) · kétvállas   | Kocsis János (HUN) · 13–1      | Ali Hussain Faris (IRQ) · 19–1 | Ivan Jankov (BUL) · 7–11         |                   | kiesett           | 4.          |
| Rajinder Singh       | 74 kg       | Otto Steingräber (GDR) · 14–8                 | Bani Merje Fawaz (SYR) · kétvállas  | Riccardo Niccolini (ITA) · 8–8 | Valentin Rajcsev (BUL) · 8–12  | kiesett                          | kiesett           | kiesett           | 6.          |
| Kartar Dhillon Singh | 90 kg       | Ivan Ginov (BUL) · kizárták                   | Mick Pikos (AUS) · kétvállas        | kiesett                        | kiesett                        | kiesett                          |                   | kiesett           | helyezetlen |
| Satpal Singh         | 100 kg      | Július Strnisko (TCH) · kétvállas             | Tomasz Busse (POL) · 3–18           | kiesett                        | kiesett                        | kiesett                          |                   | kiesett           | helyezetlen |

## Gyeplabda

### Férfi
| Indiai férfi gyeplabdacsapat-játékoskeret | Indiai férfi gyeplabdacsapat-játékoskeret |
| --- | --- |
| - Allan Schofield - Bir Bahadur Chettri - Dung Dung Sylvanus - Rajinder Singh - Devinder Singh - Gurmail Singh - Ravinder Pal Singh - Vasudevan Bhaskaran | - Somaya Muttana Maneypandey - Maharaj Krishon Kaushik - Charanjit Kumar - Merwyn Fernandis - Amarjit Rana - Muhammad Shahid - Zafar Iqbal - Surinder Singh Sodhi |

#### Eredmények
Csoportkör
| Csapat              | M | Gy | D | V | G+ | G– | Gk  | P |
| ------------------- | - | -- | - | - | -- | -- | --- | - |
| Spanyolország (ESP) | 5 | 4  | 1 | 0 | 33 | 3  | +30 | 9 |
| India (IND)         | 5 | 3  | 2 | 0 | 39 | 6  | +33 | 8 |
| Szovjetunió (URS)   | 5 | 3  | 0 | 2 | 30 | 11 | +19 | 6 |
| Lengyelország (POL) | 5 | 2  | 1 | 2 | 19 | 15 | +4  | 5 |
| Kuba (CUB)          | 5 | 1  | 0 | 4 | 7  | 42 | –35 | 2 |
| Tanzánia (TAN)      | 5 | 0  | 0 | 5 | 3  | 54 | –51 | 0 |

| 1980. július 20. 12:45 | India (IND) | 18–0 | Tanzánia (TAN) |  |
| 1980. július 20. 12:45 | (12–0)      |      |                |  |

| 1980. július 21. 17:00 | India (IND) | 2–2 | Lengyelország (POL) |  |
| 1980. július 21. 17:00 | (1–0)       |     |                     |  |

| 1980. július 23. 12:45 | Spanyolország (ESP) | 2–2 | India (IND) |  |
| 1980. július 23. 12:45 | (1–1)               |     |             |  |

| 1980. július 24. 11:00 | India (IND) | 13–0 | Kuba (CUB) |  |
| 1980. július 24. 11:00 | (8–0)       |      |            |  |

| 1980. július 26. 12:45 | India (IND) | 4–2 | Szovjetunió (URS) |  |
| 1980. július 26. 12:45 | (2–0)       |     |                   |  |

Döntő
| 1980. július 29. 17:00 | India (IND) | 4–3 | Spanyolország (ESP) |  |
| 1980. július 29. 17:00 | (2–0)       |     |                     |  |

| Csapat      | Helyezés |
| ----------- | -------- |
| India (IND) |          |

### Női
| Indiai női gyeplabdacsapat-játékoskeret                                                                                   | Indiai női gyeplabdacsapat-játékoskeret                                                                                              |
| --- | --- |
| - Margaret Toscano - Sudha Chaudhry - Gangotri Bhandari - Rekha Mundphan - Rupa Kumari Saini - Varsha Soni - Eliza Nelson | - Prema Maya Sonir - Nazleen Madraswalla - Selma D'Silva - Lorraine Fernandes - Harpreet Gill - Balwinder Kaur Bhatia - Nisha Sharma |

#### Eredmények
Csoportkör
| 1980. július 25. 12:45 | India (IND) | 2–0 | Ausztria (AUT) |  |
| 1980. július 25. 12:45 | (1–0)       |     |                |  |

| 1980. július 27. 13:00 | India (IND) | 4–0 | Lengyelország (POL) |  |
| 1980. július 27. 13:00 | (2–0)       |     |                     |  |

| 1980. július 28. 13:00 | Csehszlovákia (TCH) | 2–1 | India (IND) |  |
| 1980. július 28. 13:00 | (0–1)               |     |             |  |

| 1980. július 30. | Zimbabwe (ZIM) | 1–1 | India (IND) |  |
| 1980. július 30. | (0–0)          |     |             |  |

| 1980. július 31. 15:30 | Szovjetunió (URS) | 3–1 | India (IND) |  |
| 1980. július 31. 15:30 | (2–0)             |     |             |  |

Végeredmény
| Helyezés | Csapat              | M | Gy | D | V | G+ | G– | Gk  | P |
| -------- | ------------------- | - | -- | - | - | -- | -- | --- | - |
| Arany    | Zimbabwe (ZIM)      | 5 | 3  | 2 | 0 | 13 | 4  | +9  | 8 |
| Ezüst    | Csehszlovákia (TCH) | 5 | 3  | 1 | 1 | 10 | 5  | +5  | 7 |
| Bronz    | Szovjetunió (URS)   | 5 | 3  | 0 | 2 | 11 | 5  | +6  | 6 |
| 4.       | India (IND)         | 5 | 2  | 1 | 2 | 9  | 6  | +3  | 5 |
| 5.       | Ausztria (AUT)      | 5 | 2  | 0 | 3 | 6  | 11 | –5  | 4 |
| 6.       | Lengyelország (POL) | 5 | 0  | 0 | 5 | 0  | 18 | –18 | 0 |

| Csapat      | Helyezés |
| ----------- | -------- |
| India (IND) | 4.       |

## Kosárlabda

### Férfi
| Indiai férfi kosárlabdacsapat-játékoskeret                                                        | Indiai férfi kosárlabdacsapat-játékoskeret                                                                  |
| ------------------------------------------------------------------------------------------------- | --- |
| - Baldev Singh - Ajmer Singh - Parvez Diniar - Dilip Gurumurthy - Harbhajan Singh - Jorawar Singh | - Amarnath Nagarajan - Pramdiph Singh - Paramjit Singh - Radhey Shyam - Hanuman Singh - Tarlok Singh Sandhu |

#### Eredmények
Csoportkör
A csoport
| Csapat              | M | Gy | V | P+  | P–  | Pk   |
| ------------------- | - | -- | - | --- | --- | ---- |
| Szovjetunió (URS)   | 3 | 3  | 0 | 321 | 235 | +86  |
| Brazília (BRA)      | 3 | 2  | 1 | 297 | 235 | +62  |
| Csehszlovákia (TCH) | 3 | 1  | 2 | 285 | 236 | +49  |
| India (IND)         | 3 | 0  | 3 | 194 | 391 | –197 |

| 1980. július 20. | Szovjetunió (URS) | 121–65 | India (IND) |  |
| 1980. július 20. | (60–38)           |        |             |  |

| 1980. július 21. | Csehszlovákia (TCH) | 133–65 | India (IND) |  |
| 1980. július 21. | (63–36)             |        |             |  |

| 1980. július 23. | Brazília (BRA) | 137–64 | India (IND) |  |
| 1980. július 23. | (65–28)        |        |             |  |

A 7–12. helyért
- A táblázat tartalmazza
  - az A csoportban lejátszott Csehszlovákia–India 133–65-ös,
  - a B csoportban lejátszott Lengyelország–Szenegál 84–64-es,
  - a C csoportban lejátszott Ausztrália–Svédország 64–55-ös eredményét is.

| Csapat              | M | Gy | V | P+  | P–  | Pk   |
| ------------------- | - | -- | - | --- | --- | ---- |
| Lengyelország (POL) | 5 | 4  | 1 | 453 | 359 | +94  |
| Ausztrália (AUS)    | 5 | 4  | 1 | 417 | 381 | +36  |
| Csehszlovákia (TCH) | 5 | 3  | 2 | 474 | 377 | +97  |
| Svédország (SWE)    | 5 | 3  | 2 | 375 | 341 | +34  |
| Szenegál (SEN)      | 5 | 1  | 4 | 345 | 396 | –51  |
| India (IND)         | 5 | 0  | 5 | 329 | 539 | –210 |

| 1980. július 25. | Lengyelország (POL) | 113–67 | India (IND) |  |
| 1980. július 25. | (63–33)             |        |             |  |

| 1980. július 26. | Szenegál (SEN) | 81–59 | India (IND) |  |
| 1980. július 26. | (37–31)        |       |             |  |

| 1980. július 27. | Svédország (SWE) | 119–63 | India (IND) |  |
| 1980. július 27. | (52–29)          |        |             |  |

| 1980. július 28. | Ausztrália (AUS) | 93–75 | India (IND) |  |
| 1980. július 28. | (37–41)          |       |             |  |

| Csapat      | Helyezés |
| ----------- | -------- |
| India (IND) | 12.      |

## Lovaglás
Lovastusa
| Versenyző                                                          | Ló           | Versenyszám | Díjlovaglás | Díjlovaglás | Tereplovaglás | Tereplovaglás | Díjugratás | Díjugratás | Végeredmény | Végeredmény |
| Versenyző                                                          | Ló           | Versenyszám | Bünt.       | Hely.       | Bünt.         | Hely.         | Bünt.      | Hely.      | Bünt.       | Helyezés    |
| ------------------------------------------------------------------ | ------------ | ----------- | ----------- | ----------- | ------------- | ------------- | ---------- | ---------- | ----------- | ----------- |
| Muhammad Khan                                                      | I-Am-It      | Egyéni      | 74,00       | 24.         | kizárták      | kizárták      | kiesett    | kiesett    | kiesett     | kiesett     |
| Darya Singh                                                        | Bobby        | Egyéni      | 94,80       | 28.         | kizárták      | kizárták      | kiesett    | kiesett    | kiesett     | kiesett     |
| Jitendarjit Singh Ahluwalia                                        | Shiwalik     | Egyéni      | 84,00       | 26.         | kizárták      | kizárták      | kiesett    | kiesett    | kiesett     | kiesett     |
| Hussain Khan                                                       | Rajdoot      | Egyéni      | 81,80       | 25.         | nem ért célba | nem ért célba | kiesett    | kiesett    | kiesett     | kiesett     |
| Muhammad Khan Hussain Khan Jitendarjit Singh Ahluwalia Darya Singh | lásd fentebb | Csapat      | 239,80      | 7.          | nem ért célba | nem ért célba | kiesett    | kiesett    | kiesett     | kiesett     |

## Ökölvívás
| Versenyző            | Versenyszám | Selejtező         | 32-es főtábla                         | Nyolcaddöntő                | Negyeddöntő       | Elődöntő          | Döntő             | Helyezés |
| Versenyző            | Versenyszám | Ellenfél Eredmény | Ellenfél Eredmény                     | Ellenfél Eredmény           | Ellenfél Eredmény | Ellenfél Eredmény | Ellenfél Eredmény | Helyezés |
| -------------------- | ----------- | ----------------- | ------------------------------------- | --------------------------- | ----------------- | ----------------- | ----------------- | -------- |
| Birender Singh Thapa | Papírsúly   |                   | Dietmar Geilich (GDR) · 2:3           | kiesett                     | kiesett           | kiesett           | kiesett           | 17.      |
| Amala Dass           | Légsúly     |                   | Cso Rjonsik (Jo Ryon-Sik) (PRK) · 0:5 | kiesett                     | kiesett           | kiesett           | kiesett           | 17.      |
| Ganapathy Manoharan  | Harmatsúly  | erőnyerő          | Samba Jacob Diallo (GUI) · 4:1        | Geraldi Issaick (TAN) · RSC | kiesett           | kiesett           | kiesett           | 9.       |

RSC – a mérkőzésvezető megállította a mérkőzést

## Sportlövészet
Nyílt
| Versenyző     | Versenyszám       | Pont | Helyezés |
| ------------- | ----------------- | ---- | -------- |
| Gian Chand    | Sportpuska, fekvő | 590  | 38.      |
| Roy Choudhury | Sportpuska, fekvő | 588  | 44.      |
| Karni Singh   | Trap              | 188  | 14.      |
| Randhir Singh | Trap              | 186  | 21.      |

## Súlyemelés
| Versenyző              | Versenyszám | Szakítás | Szakítás | Lökés                    | Lökés                    | Összesen | Helyezés |
| Versenyző              | Versenyszám | Eredmény | Helyezés | Eredmény                 | Helyezés                 | Összesen | Helyezés |
| ---------------------- | ----------- | -------- | -------- | ------------------------ | ------------------------ | -------- | -------- |
| Karunagaran Ekambaram  | 52 kg       | 90,0     | 11.      | nem indult               | nem indult               | kiesett  | kiesett  |
| Tamil Selwan Muniswamy | 56 kg       | 100,0    | 16.      | érvényes kísérlet nélkül | érvényes kísérlet nélkül | kiesett  | kiesett  |